# Корбелкіно
Корбе́лкіно (рос. Корбелкино) — присілок у складі Промишленнівського округу Кемеровської області, Росія.

## Населення
Населення — 83 особи (2010; 62 у 2002).
Національний склад (станом на 2002 рік):
- росіяни — 100 %